# Bureau County
Das Bureau County ist ein County im US-amerikanischen Bundesstaat Illinois. Im Jahr 2010 hatte das County 34.978 Einwohner und eine Bevölkerungsdichte von 15,7 Einwohnern pro Quadratkilometer. Der Verwaltungssitz (County Seat) ist Princeton.

## Geografie
Das County liegt im Nordwesten von Illinois am rechten Ufer des Illinois River und hat eine Fläche von 2.262 Quadratkilometern, wovon zwölf Quadratkilometer Wasserfläche sind. An das Bureau County grenzen folgende Nachbarcountys:
| Whiteside County | Lee County                                  |                |
| Henry County     | Kompassrose, die auf Nachbargemeinden zeigt | LaSalle County |
| Stark County     | Marshall County                             | Putnam County  |

## Geschichte
Das Bureau County wurde am 28. Februar 1837 aus ehemaligen Teilen des Putnam County gebildet. Benannt wurde es nach dem französischen Pelzhändler Pierre de Bureau.

## Demografische Daten

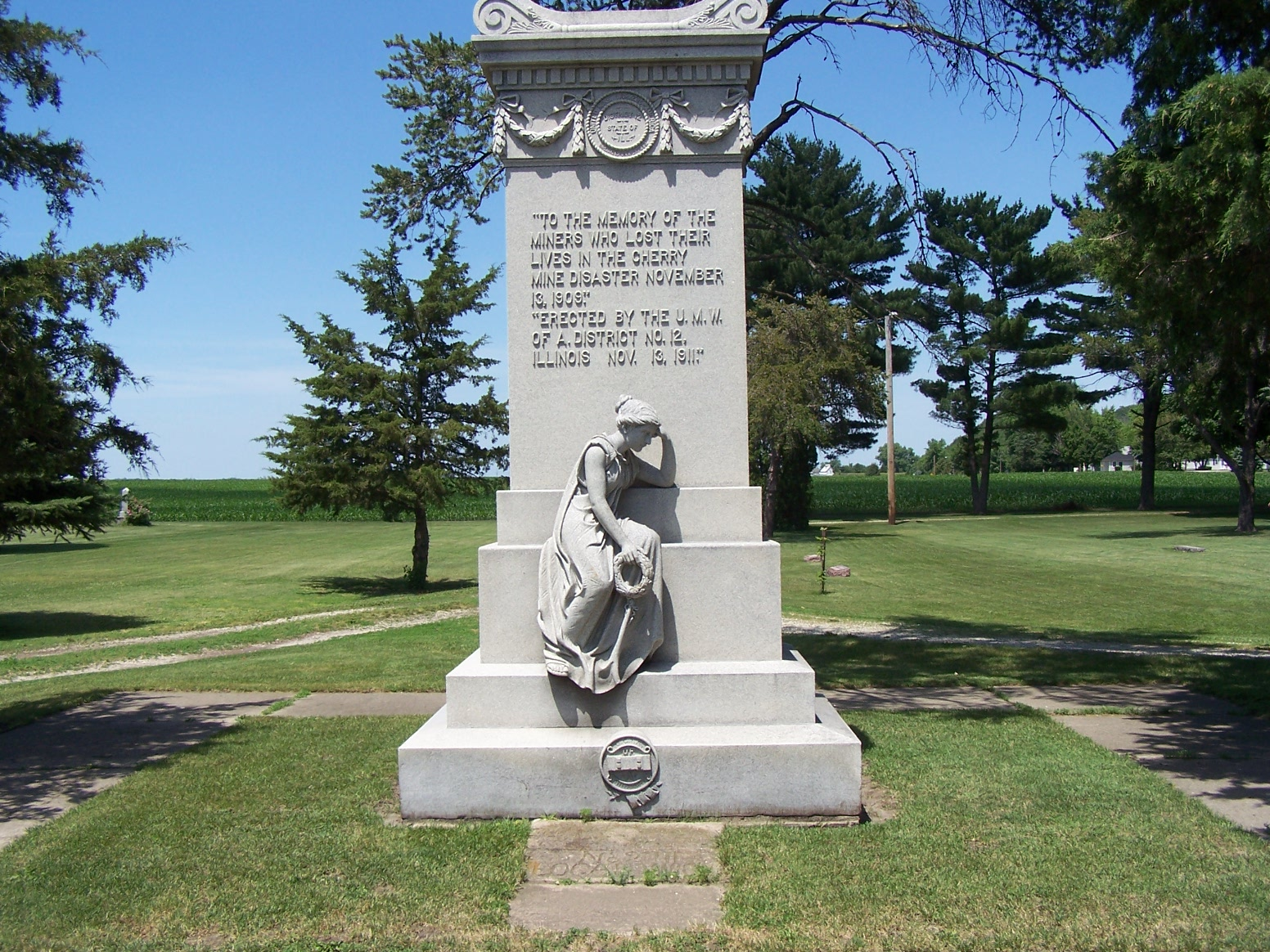
Monumentdenkmal an die Toten des Grubenunglücks von Cherry Hill, 1909

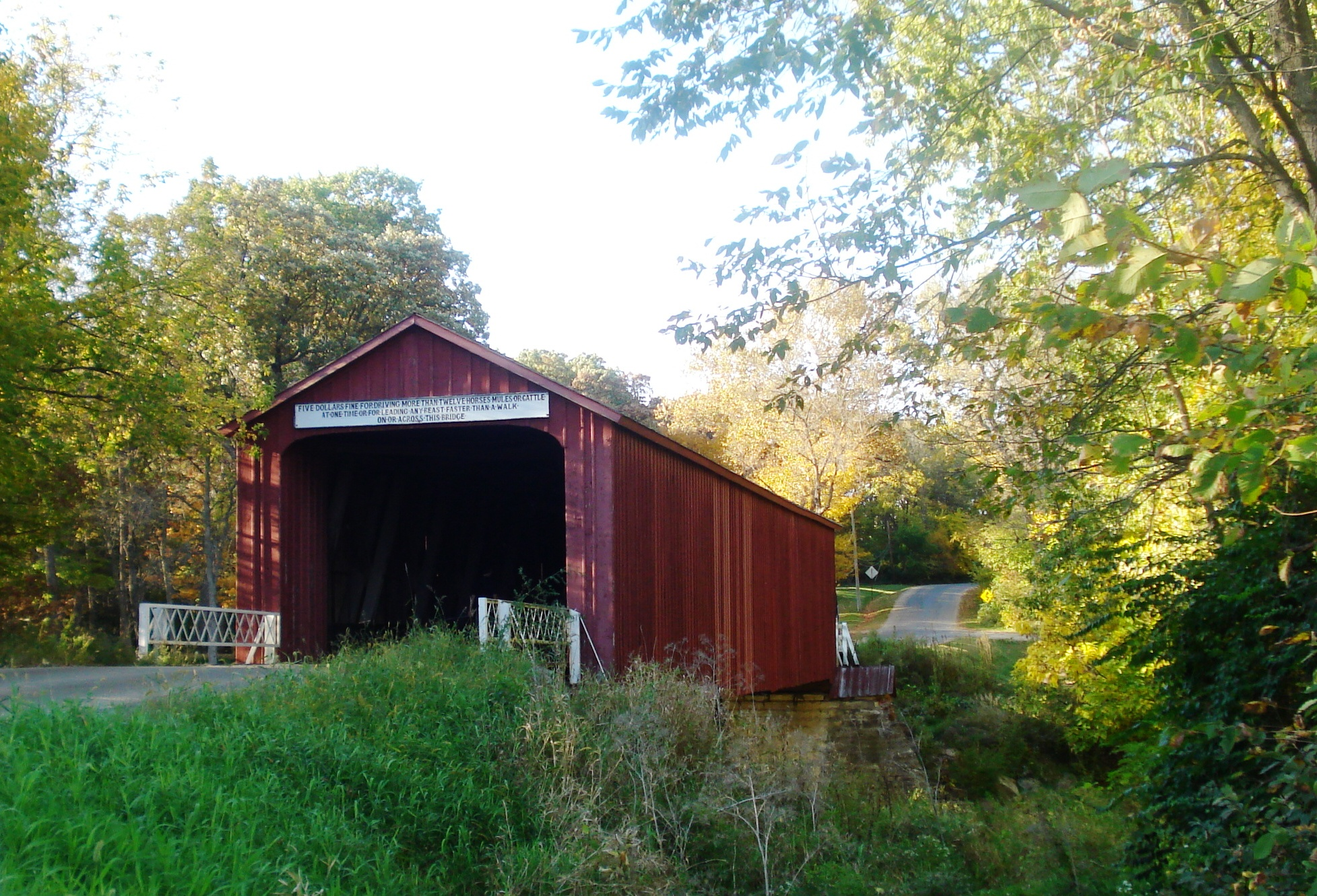
Red Covered Bridge bei Princeton, seit 1975 im NRHP gelistet

Nach der Volkszählung im Jahr 2010 lebten im Bureau County 34.978 Menschen in 14.651 Haushalten. Die Bevölkerungsdichte betrug 15,7 Einwohner pro Quadratkilometer. In den 14.651 Haushalten lebten statistisch je 2,34 Personen.
Ethnisch betrachtet setzte sich die Bevölkerung zusammen aus 94,2 Prozent Weißen, 0,6 Prozent Afroamerikanern, 0,3 Prozent amerikanischen Ureinwohnern, 0,7 Prozent Asiaten sowie aus anderen ethnischen Gruppen; 1,3 Prozent stammten von zwei oder mehr Ethnien ab. Unabhängig von der ethnischen Zugehörigkeit waren 7,7 Prozent der Bevölkerung spanischer oder lateinamerikanischer Abstammung.
23,3 Prozent der Bevölkerung waren unter 18 Jahre alt, 58,6 Prozent waren zwischen 18 und 64 und 18,1 Prozent waren 65 Jahre oder älter. 51,1 Prozent der Bevölkerung war weiblich.

Das jährliche Durchschnittseinkommen eines Haushalts lag bei 47.015 USD. Das Prokopfeinkommen betrug 24.081 USD. 12,8 Prozent der Einwohner lebten unterhalb der Armutsgrenze.

## Orte im County
Citys
- Princeton
- Spring Valley

Villages
| - Arlington - Bradford 1 - Buda - Bureau Junction - Cherry - Dalzell 2 | - De Pue - Dover - Hollowayville - La Moille - Ladd - Malden | - Manlius - Mineral - Neponset - New Bedford - Ohio - Seatonville | - Sheffield - Tiskilwa - Walnut - Wyanet |

## Gliederung
Das Bureau County ist in 25 Townships eingeteilt:
| Township            | Einwohner (2010) | FIPS     |
| ------------------- | ---------------- | -------- |
| Arispie Township    | 776              | 17-02076 |
| Berlin Township     | 746              | 17-05430 |
| Bureau Township     | 247              | 17-09668 |
| Clarion Township    | 421              | 17-14598 |
| Concord Township    | 1644             | 17-16028 |
| Dover Township      | 550              | 17-20539 |
| Fairfield Township  | 375              | 17-24790 |
| Gold Township       | 180              | 17-30146 |
| Greenville Township | 366              | 17-31602 |
| Hall Township       | 8300             | 17-32265 |
| Indiantown Township | 711              | 17-37413 |
| La Moille Township  | 1122             | 17-41807 |
| Leepertown Township | 364              | 17-42665 |

| Township           | Einwohner (2010) | FIPS     |
| ------------------ | ---------------- | -------- |
| Macon Township     | 208              | 17-45928 |
| Manlius Township   | 653              | 17-46435 |
| Milo Township      | 207              | 17-49438 |
| Mineral Township   | 484              | 17-49529 |
| Neponset Township  | 742              | 17-52012 |
| Ohio Township      | 823              | 17-55392 |
| Princeton Township | 9331             | 17-61912 |
| Selby Township     | 2536             | 17-68562 |
| Walnut Township    | 1752             | 17-78539 |
| Westfield Township | 941              | 17-80268 |
| Wheatland Township | 135              | 17-81009 |
| Wyanet Township    | 1364             | 17-83635 |
|                    |                  |          |